# Fjädervikt i fristil i brottning vid olympiska sommarspelen 1976
Herrarnas brottningsturnering i fristil i viktklassen fjädervikt vid olympiska sommarspelen 1976 avgjordes i Maurice Richard Arena i Montréal. 

## Medaljörer
| Klass      | Guld                    | Silver                     | Brons            |
| Fjädervikt | Yang Jung-Mo · Sydkorea | Zevegiin Oidov · Mongoliet | Gene Davis · USA |

## Resultat
Legend
- TF — Vinst genom fall
- IN — Vinst genom att motståndaren skadas
- DQ — Vinst genom passivitet
- D1 — Vinst genom passivitet, vinnaren är också passiv
- D2 — Båda brottarna förlorade på grund av passivitet
- FF — Vinst genom förverkande
- DNA — Anlände inte
- TPP — Totala straffpoäng
- MPP — Matchstraffpoäng

Straff
- 0 — Vinst genom fall, teknisk överlägsenhet, passivitet, skada och förverkande
- 0.5 — Vinst på poäng, 8-11 poängs skillnad
- 1 — Vinst på poäng, 1-7 poängs skillnad
- 2 — Vinst på passivitet,  vinnaren är också passiv
- 3 — Förlust på poäng, 1-7 poängs skillnad
- 3.5 — Förlust på poäng, 8-11 poängs skillnad
- 4 — Förlust genom fall, teknisk överlägsenhet, passivitet, skada och förverkande

### Elimineringsrunda

#### Omgång 1
| TPP | MPP |                        | Poäng     |                         | MPP | TPP |
| --- | --- | ---------------------- | --------- | ----------------------- | --- | --- |
| 4   | 4   | Marco Terán (ECU)      | TF / 5:47 | Théodule Toulotte (FRA) | 0   | 0   |
| 1   | 1   | Gene Davis (USA)       | 15 - 8    | Zevegiin Oidov (MGL)    | 3   | 3   |
| 3   | 3   | Mihály Fodor (HUN)     | 4 - 6     | Eduard Giray (FRG)      | 1   | 1   |
| 4   | 4   | Kenneth Dawes (GBR)    | TF / 1:41 | Sergej Timofejev (URS)  | 0   | 0   |
| 4   | 4   | Benjamin Varela (PUR)  | TF / 1:30 | Helmut Strumpf (GDR)    | 0   | 0   |
| 0.5 | 0.5 | Yang Jung-Mo (KOR)     | 18 - 7    | Egon Beiler (CAN)       | 3.5 | 3.5 |
| 1   | 1   | Vehbi Akdağ (TUR)      | 8 - 6     | Mohsen Farahvashi (IRI) | 3   | 3   |
| 1   | 1   | Kenkichi Maekawa (JPN) | 8 - 4     | Petre Coman (ROU)       | 3   | 3   |
| 0   |     | Ivan Yankov (BUL)      |           | Bye                     |     |     |

#### Omgång 2
| TPP | MPP |                         | Poäng     |                        | MPP | TPP |
| --- | --- | ----------------------- | --------- | ---------------------- | --- | --- |
| 0   | 0   | Ivan Yankov (BUL)       | DQ / 7:35 | Marco Terán (ECU)      | 4   | 8   |
| 4   | 4   | Théodule Toulotte (FRA) | TF / 8:38 | Gene Davis (USA)       | 0   | 1   |
| 3   | 0   | Zevegiin Oidov (MGL)    | DQ / 7:12 | Mihály Fodor (HUN)     | 4   | 7   |
| 1   | 0   | Eduard Giray (FRG)      | DQ / 8:24 | Kenneth Dawes (GBR)    | 4   | 8   |
| 0   | 0   | Sergej Timofejev (URS)  | TF / 1:22 | Benjamin Varela (PUR)  | 4   | 8   |
| 4   | 4   | Helmut Strumpf (GDR)    | TF / 0:33 | Yang Jung-Mo (KOR)     | 0   | 0.5 |
| 4.5 | 1   | Egon Beiler (CAN)       | 10 - 7    | Vehbi Akdağ (TUR)      | 3   | 4   |
| 4   | 1   | Mohsen Farahvashi (IRI) | 4 - 4     | Kenkichi Maekawa (JPN) | 3   | 4   |
| 3   |     | Petre Coman (ROU)       |           | Bye                    |     |     |

#### Omgång 3
| TPP | MPP |                         | Poäng     |                         | MPP | TPP |
| --- | --- | ----------------------- | --------- | ----------------------- | --- | --- |
| 7   | 4   | Petre Coman (ROU)       | 2 - 14    | Ivan Yankov (BUL)       | 0   | 0   |
| 8   | 4   | Théodule Toulotte (FRA) | TF / 8:23 | Zevegiin Oidov (MGL)    | 0   | 3   |
| 1   | 0   | Gene Davis (USA)        | TF / 7:53 | Eduard Giray (FRG)      | 4   | 5   |
| 3   | 3   | Sergej Timofejev (URS)  | 13 - 17   | Helmut Strumpf (GDR)    | 1   | 5   |
| 1   | 0.5 | Yang Jung-Mo (KOR)      | 17 - 6    | Vehbi Akdağ (TUR)       | 3.5 | 7.5 |
| 7.5 | 3   | Egon Beiler (CAN)       | 5 - 9     | Mohsen Farahvashi (IRI) | 1   | 5   |
| 4   |     | Kenkichi Maekawa (JPN)  |           | Bye                     |     |     |

#### Omgång 4
| TPP | MPP |                         | Poäng     |                        | MPP | TPP |
| --- | --- | ----------------------- | --------- | ---------------------- | --- | --- |
| 8   | 4   | Kenkichi Maekawa (JPN)  | D2 / 5:55 | Ivan Yankov (BUL)      | 4   | 4   |
| 1   | 0   | Gene Davis (USA)        | 29 - 13   | Sergej Timofejev (URS) | 4   | 7   |
| 3   | 0   | Zevegiin Oidov (MGL)    | DQ / 5:36 | Helmut Strumpf (GDR)   | 4   | 9   |
| 9   | 4   | Eduard Giray (FRG)      | TF / 3:21 | Yang Jung-Mo (KOR)     | 0   | 1   |
| 5   |     | Mohsen Farahvashi (IRI) |           | Bye                    |     |     |

#### Omgång 5
| TPP | MPP |                         | Poäng     |                      | MPP | TPP |
| --- | --- | ----------------------- | --------- | -------------------- | --- | --- |
| 6   | 1   | Mohsen Farahvashi (IRI) | 18 - 12   | Gene Davis (USA)     | 3   | 4   |
| 8   | 4   | Ivan Yankov (BUL)       | TF / 8:46 | Zevegiin Oidov (MGL) | 0   | 3   |
| 1   |     | Yang Jung-Mo (KOR)      |           | Bye                  |     |     |

#### Omgång 6
| TPP | MPP |                         | Poäng     |                      | MPP | TPP |
| --- | --- | ----------------------- | --------- | -------------------- | --- | --- |
| 1   | 0   | Yang Jung-Mo (KOR)      | TF / 5:54 | Gene Davis (USA)     | 4   | 8   |
| 10  | 4   | Mohsen Farahvashi (IRI) | DQ / 7:44 | Zevegiin Oidov (MGL) | 0   | 3   |

### Sista omgångarna
| TPP | MPP |                      | Poäng     |                      | MPP | TPP |
| --- | --- | -------------------- | --------- | -------------------- | --- | --- |
|     | 1   | Gene Davis (USA)     | 15 - 8    | Zevegiin Oidov (MGL) | 3   |     |
|     | 0   | Yang Jung-Mo (KOR)   | TF / 5:54 | Gene Davis (USA)     | 4   | 5   |
| 4   | 1   | Zevegiin Oidov (MGL) | 10 - 8    | Yang Jung-Mo (KOR)   | 3   | 3   |